# Euphaea lara
Euphaea lara – gatunek ważki z rodziny Euphaeidae.